# Lukas Greiderer
Lukas Greiderer (* 8. Juli 1993 in Hall in Tirol) ist ein österreichischer Nordischer Kombinierer.

## Werdegang
Lukas Greiderer begann seine internationale Karriere im Rahmen des Alpencups am 30. Januar 2009 in Liberec, wo er einen 23. Platz belegte. Nachdem er in den folgenden Jahren weiter regelmäßig im Alpencup startete, wobei sein bestes Ergebnis ein vierter Platz im Februar 2011 in Kranj war, debütierte er am 12. Februar 2012 mit einem 30. Platz beim Wettbewerb in Eisenerz im Continental Cup. Bereits bei seiner vierten Teilnahme an einem Wettbewerb des Continental Cups, am 12. Januar 2013 in Tschaikowski, konnte er seinen ersten COC-Wettbewerb gewinnen. In der Folge debütierte Greiderer eine Woche später in Seefeld in Tirol im Weltcup der Nordischen Kombination, wo er den 42. Platz belegte.
In der Saison 2014/15 nahm Greiderer vor allem an den Wettbewerben des Continental Cups teil und hatte hierbei seine bisher erfolgreichste Saison. Aufgrund vieler guter Ergebnisse, darunter ein erster, zwei zweite und ein dritter Platz, konnte Greiderer am Ende der Saison die Gesamtwertung mit 528 Punkten für sich entscheiden.
Bei den Nordischen Skiweltmeisterschaften 2021 in Oberstdorf gewann er mit dem Team die Bronzemedaille und zusammen mit Johannes Lamparter im Teamsprint die Goldmedaille.
Bei den Olympischen Winterspielen 2022 in Peking gewann Greiderer die Bronzemedaille im Einzel von der Normalschanze.
Greiderer wohnt derzeit in Absam.

## Erfolge

### Continental-Cup-Siege im Einzel
| Nr. | Datum           | Ort     | Disziplin             |
| --- | --------------- | ------- | --------------------- |
| 1.  | 1. März 2015    | Ruka    | Gundersen Großschanze |
| 2.  | 6. Februar 2016 | Planica | Gundersen Großschanze |
| 3.  | 14. Januar 2017 | Ruka    | Gundersen Großschanze |

### Continental-Cup-Siege im Team
| Nr. | Datum           | Ort          | Disziplin                |
| --- | --------------- | ------------ | ------------------------ |
| 1.  | 12. Januar 2013 | Tschaikowski | Teamsprint Großschanze 1 |

## Statistik

### Weltcup-Platzierungen
| Saison  | Platz | Punkte |
| ------- | ----- | ------ |
| 2013/14 | 47.   | 033    |
| 2014/15 | 66.   | 002    |
| 2015/16 | 33.   | 070    |
| 2016/17 | 53.   | 020    |
| 2017/18 | 16.   | 326    |
| 2018/19 | 17.   | 324    |
| 2019/20 | 11.   | 404    |
| 2020/21 | 09.   | 425    |
| 2021/22 | 18.   | 354    |

### Continental-Cup-Platzierungen
| Saison  | Platz | Punkte |
| ------- | ----- | ------ |
| 2011/12 | 84.   | 014    |
| 2012/13 | 22.   | 213    |
| 2013/14 | 03.   | 565    |
| 2014/15 | 01.   | 528    |
| 2015/16 | 03.   | 512    |
| 2016/17 | 04.   | 466    |